# Publio Manlio Capitolino
Publio Manlio Capitolino (fl. IV secolo a.C.) è stato un politico e militare romano del IV secolo a.C.

## Primo tribunato consolare
Nel 379 a.C. fu eletto tribuno consolare con Lucio Giulio Iullo, Gaio Sestilio, Marco Albinio e Lucio Antistio.
Con una procedura straordinaria a Publio Manlio e a suo fratello Gaio Manlio fu affidata la campagna contro i Volsci. Nonostante l'imperizia dei comandanti, la campagna non si risolse in una completa disfatta, grazie al valore dei soldati.

## Dittatura
Nel 368 a.C., nel pieno della battaglia politica tra Plebei e Patrizi, per la definizione dei futuri assetti politici di Roma, e per la definizione della questione dei debiti contratti dai plebei (e della loro conseguente riduzione in schiavitù se non onorati), quando i tribuni della plebe Gaio Licinio Calvo Stolone e Lucio Sestio Laterano portarono le tribù a votare le proprie proposte di legge a favore dei plebei, nonostante il veto espresso dagli altri tribuni della plebe, controllati dai patrizi, il Senato nominò Marco Furio Camillo dittatore, e in seguito alle sue dimissioni, Publio Manlio Capitolino allo scopo di impedire la votazione delle leggi proposte da Licinio e Sestio.
(Tito Livio, Ab Urbe condita libri, VI, 38.)
La contesa tra plebei e patrizi si trascinò con toni sempre più accessi, ed alla fine dell'anno, Licinio e Sestio riuscirono a ottenere che parte dei decemviri preposti ai riti sacri, fossero eletti tra i plebei.

## Secondo tribunato consolare
Nel 367 a.C. fu eletto tribuno consolare con Marco Geganio Macerino, Lucio Veturio Crasso Cicurino, Marco Cornelio Maluginense, Aulo Cornelio Cosso e Publio Valerio Potito Publicola.
Alla notizia dell'avvicinarsi dei Galli, Marco Furio Camillo fu nominato dittatore per la quinta volta.

### Fonti primarie
- Tito Livio, Ab Urbe condita libri, Libro VI.